# Univers 04
Univers 04 est une anthologie de neuf nouvelles de science-fiction publiées entre 1936 et 1976, sélectionnées par Jacques Sadoul.
L'anthologie est la troisième de la série Univers qui compte 30 ouvrages. Elle ne correspond pas à un recueil qui serait déjà paru aux États-Unis ; il s'agit d'un recueil inédit de nouvelles, édité pour le public francophone.
L'anthologie a été publiée en février 1976 aux éditions J'ai lu dans la collection Science-fiction (no 650). L'image de couverture a été réalisée par Philippe Caza.

## Première partie: nouvelles

### Neuf existences
- Auteur : Ursula K. Le Guin.
- Titre original : Nine Lives.
- Publication : 1969.
- Situation dans l'anthologie : pages 10 à 50.

### Quant à notre fatale continuité…
- Auteur : Brian Aldiss.
- Titre original : As for Our Fatal Continuity….
- Publication : 1972.
- Situation dans l'anthologie : pages 51 à 56.
- Résumé :
- Liens externes : 
  - Notice sur Noosfère
  - Notice sur iSFdb

### Goslin Day
- Auteur : Avram Davidson.
- Titre original : Goslin Day.
- Publication : 1970.
- Situation dans l'anthologie : pages 57 à 65.
- Résumé :
- Liens externes : 
  - Notice sur Noosfère
  - Notice sur iSFdb

### Ariane hors Flaubert
- Auteur : Yves di Manno.
- Publication : 1976.
- Situation dans l'anthologie : pages 66 à 71.
- Résumé :
- Liens externes : 
  - Notice sur Noosfère
  - Notice sur iSFdb

### Quelques miettes de divin
- Auteur : Michael David Toman.
- Titre original : Shards of Divinity.
- Publication : .
- Situation dans l'anthologie : pages 72 à 83.
- Résumé :
- Liens externes : 
  - Notice sur Noosfère
  - Notice sur iSFdb

### La Gloire
- Auteur : Arthur Jean Cox.
- Titre original : Fame.
- Publication : 1970.
- Situation dans l'anthologie : pages 84 à 97.
- Résumé :
- Liens externes : 
  - Notice sur Noosfère
  - Notice sur iSFdb

### C'était un jeu plutôt bizarre dans un monde un peu idiot
- Auteur : Pierre Ziegelmeyer.
- Publication : 1976.
- Situation dans l'anthologie : pages 98 à 110.
- Résumé :
- Liens externes : 
  - Notice sur Noosfère
  - Notice sur iSFdb

### Petit manuel de conversation courante à l'usage des touristes
- Auteur : Joanna Russ.
- Titre original : Useful Phrases for the Tourist.
- Publication : 1972.
- Situation dans l'anthologie : pages 111 à 115.
- Résumé :
- Liens externes : 
  - Notice sur Noosfère
  - Notice sur iSFdb

### La Grande Illusion
- Auteurs : Eando Binder, John Russell Fearn, Raymond Z. Gallun, Edmond Hamilton et Jack Williamson.
- Titre original : The Great Illusion.
- Publication : 1936.
- Situation dans l'anthologie : pages 116 à 138.
- Résumé :
- Liens externes : 
  - Notice sur Noosfère
  - Notice sur iSFdb

## Partie thématique et encyclopédique

### Éditorial et introduction
- Éditorial par Jacques Sadoul, page 5.
- Introduction : « À la poursuite du plan » par Yves Frémion, pages 6 à 9.

### Essai et articles
- Essai : « Arrival and Departure » par Christopher Foss, pages 139 à 147.
- Article : « Ursula K. Le Guin : une morale pour le futur » par Anthelme Donoghue, pages 148 à 157.
- Article : « Les Vengeurs selon Saint-Lug ou l'antho des super-héros » par Jean Bonnefoy, pages 158 à 178.

### Chronique, bibliographie  et critiques
- Chronique : « Univers (4) de la SF » par Jacques Sadoul, pages 179-180.
- Bibliographie : Parutions récentes par Yves Frémion, pages 181 à 187.
- Critiques : « Le Coin des spécialistes », par divers auteurs, pages 188 et suivantes.